# John Dunn (computer)
John Francis Dunn II (Filadelfia, 7 de junio de 1943 - 21 de junio de 2018) conocido como John Dunn, fue un desarrollador de software de arte y música estadounidense y un investigador pionero en el ámbito de la música electrónica. Inventor de varios softwares para ser usados por artistas y diseñadores visuales. Como artista de sonido y desarrollador de software, John Dunn fue también pionero en la música y el arte en computadora, desde los años 70 cuando combinó microcomputadores y sintetizadores de sonido y vídeo analógicos.
Fue uno de los alumnos más relevantes de Sonia Sheridan en el Departamento de investigación tecnológica de Sistemas Generativos en la "The School of the Art Institute of Chicago".

## Biografía
John Dunn era hijo de un oficial de la Marina, razón por la cual vivió con su familia en diferentes países. Vivió también en Wisconsin y en los años 1960 estudió en la Universidad de Florida y en 1968-1969 en el Instituto de Electrónica de Cleveland, Ohio. En 1974-1975 estudió composición con el compositor John Tamul, en Jacksonville (Florida). En 1976-1977 estudió Cálculo en Chicago, Illinois.
Dunn fue uno de los primeros programadores para videojuegos Atari y desarrolló el primer programa profesional de pintura con ordenador para el microordenador Cromemco "Slidemaster" en 1981 así como el programa de pintura profesional "Lumena" para el IBM-PC. Fundó la compañía Time Arts Inc. de Santa Rosa (California) con el fin de comercializar dicho programa para artistas. Desde 1996 Dunn ha continuado produciendo software de arte algorítmico interactivo en la empresa de internet "Artes Algorítmicas". Como docente trabajó en Sistemas Generativos en el Art Institute con Sonia Sheridan de 1976-1977. Diseñó y enseñó computadoras para artistas en dos cursos de pregrado y posgrado en SAIC.
En los años 1982 a 1986 en la empresa que el creó Time Arts, contrató a estudiantes universitarios recién graduados para formarlos en programación informática. Les enseñó FORTH, algoritmos de gráficos de computadora y gráficos de computadora del mundo real.
En 1992 fue artista residente en el taller colaborativo de nuevas tecnologías para artistas bajo el título "Creación y Tecnología", en el Círculo de Bellas Artes de Madrid, España, junto con Sonia Sheridan, Jamy Sheridan y Marisa González.
En 1995-1996 impartió cursos de Algorítmica y Programación de Música por Computadora en la Escuela de Arte de la Universidad de Míchigan. Enseñó conceptos básicos de síntesis de música con un sintetizador analógico clásico, conceptos básicos de imágenes algorítmicas con su software de gráficos VanGo, y los fundamentos de programación musical MIDI y algorítmica con su lenguaje de programación musical KMM. Los proyectos de los estudiantes incluyeron la producción de un CD de audio de la clase de la música algorítmica que compusieron.

## Software

### Game Software
Después de intentar sin éxito, interesar a la empresa Atari para crear en juegos educativos, Dunn dejó Atari y contrató al fabricante de PC S-100 Cromemco para desarrollar software de gráficos para su placa gráfica SuperDazzler, que impulsó la tecnología de hardware de PC para convertirse en la primera computadora personal de bajo coste una televisión a nivel comercial profesional. En 1980 Dunn entregó su software gráfico SuperDazzler, que Cromemco denominó "Slidemaster". Durante el próximo año, "SlideMaster" tuvo la distinción de ser la primera y única estación de trabajo de gráficos de nivel profesional disponible en una computadora personal, con un costo aproximado de 1/10 de los sistemas basados en miniordenadores con capacidad similar.
En 1981 aparecieron algunas otras tarjetas gráficas para PC de alta gama y Dunn se puso a escribir una nueva estación de trabajo de gráficos para acomodarlas. A diferencia de SlideMaster, que fue diseñado para una PC y una placa gráfica específica, el nuevo software sería modular en diseño y libre en el hardware
Su nuevo software gráfico fue lanzado inicialmente como EASEL para PC genéricas S-100. Mientras SlideMaster estaba escrito en el lenguaje de ensamblaje z-80, su sucesor debía escribirse en un lenguaje de alto nivel para que pudiera ajustarse más fácilmente a hardware diferente. Si bien había varios lenguajes de programación tradicionales disponibles para microcomputadores de 8 bits como el 8080 y el Z-80, la CPU y los recursos de memoria requeridos provocaron que el procesamiento de gráficos en tiempo real de EASEL fuera inaceptablemente lento. Sin embargo, un lenguaje nuevo y no tradicional llamado FORTH que se usaba para controlar telescopios en el observatorio Kit Peak estaba ganando interés entre los programadores de microcomputadoras porque era altamente eficiente y compacto, ideal para microprocesadores. Trabajando fuera del modelo de distribución de Forth Interest Group, Dunn escribió una versión personalizada de FORTH optimizada para gráficos EASEL.
La combinación de FORTH personalizado de Dunn y el diseño modular flexible de EASEL demostró ser una plataforma sólida sobre la cual construir una amplia gama de estaciones de trabajo de gráficos, primero para microcomputadoras S-100 como Cromemco y más tarde para IBM-PC. Casi por accidente, se formó una empresa para ayudar a vender y mantener EASEL. La compañía se llamó Time Arts Inc., y EASEL pasó a llamarse "Lumena".
A mediados de la década de 1980, Time Arts Inc. contrató a unas dos docenas de programadores y personal de apoyo. Dunn había pasado la programación de Lumena a los programadores, la mayoría de los cuales había entrenado personalmente. Pero se sentía incómodo y mal preparado para dirigir una empresa de rápido crecimiento, por lo que se designó a sí mismo como Investigador y se mudó a Hawái, dejando Time Arts Inc. a otros.

### Music Software
Dunn comenzó a trabajar con el control de música MIDI, que se estaba convirtiendo en estándar en la mayoría de los instrumentos de música electrónica. En 1986 lanzó el primero de una serie de softwares de creación de música algorítmica interactiva. El programa se denominó "MusicBox" y se distribuyó a través de descargas de Compuserve como "freeware" de dominio público.
MusicBox tenía la mayoría de los elementos de la visión de Dunn de un programa parecido a la pintura para crear música como si se pintara con una estación de trabajo gráfica. Tenía la idea de que, como las computadoras podían reproducir virtualmente cualquier número de voces simultáneas, tocar cualquier ritmo o combinación de ritmos con facilidad, las reglas de la música tradicional eran innecesarias y de hecho podían ser un impedimento para el uso creativo de estas nuevas herramientas basadas en computadora. Por lo tanto, un artista que trabaja en el medio del sonido podría liberarse de los imperativos culturales impuestos por la música tradicional. Escribió junto con la bióloga Mary Ann Clark el artículo Life Music: The Sonification of Proteins publicado en 2003 en la revista internacional de Art and Technology Leonardo.
MusicBox fue un programa interactivo en tiempo real. El usuario manipuló representaciones gráficas de varios procesos, llamados "módulos" con el mouse: crearlos, conectarlos entre sí, ajustar parámetros. Mientras tanto, se podía escuchar la música, por lo que recibimos comentarios instantáneos para cada cambio, crear música con MusicBox era más como pintar que componer. Esto le dio al usuario un enfoque de la creación de música como un proceso de retroalimentación interactiva en tiempo real, al igual que el uso de los programas gráficos de computadora de la que Dunn fue pionero.
Durante la década de los 90, Dunn escribió varios programas de música algorítmica, manteniendo los fundamentos de MusicBox pero desarrollando su capacidad a medida que evolucionó la tecnología. El primero de ellos fue KMM ("Kinetic Music Machine") que agregó la capacidad de procesar ADN y proteínas en secuencias musicales. Este y los programas que siguieron fueron autopublicados por Dunn primero por correo y luego por su compañía virtual basada en Internet, Algorithmic Arts.
En 2002, después de desarrollar "SoftStep" para Windows 95, que había ampliado enormemente la capacidad de programas anteriores basados en MsDOS, Dunn comenzó a diseñar la arquitectura para su último programa principal, ArtWonk, que utilizaría una base de datos generalizada para definir los módulos y sus conexiones, por lo que el programa podría ser revisado y expandido indefinidamente sin volverse obsoleto o perder el trabajo previo del usuario. Para este proyecto, Dunn contactó a amigos, colegas y usuarios de su software anterior para proporcionar entradas y listas de deseos. Tres en particular han proporcionado contribuciones tan extensas que su papel a menudo ha sido tanto colaborador como consultor. Estos son amigos y colegas de hace mucho tiempo, el artista Jamy Sheridan y el compositor Dr. Warren Burt, que proporcionaron un profundo conocimiento conceptual para algoritmos en gráficos y música, respectivamente; y la bióloga y esposa, profesora de genética, Dra. Mary Anne Clark, quien contribuyó con los antecedentes profundos para la secuenciación biológica de ADN y proteínas.